# Armadio degli Argenti

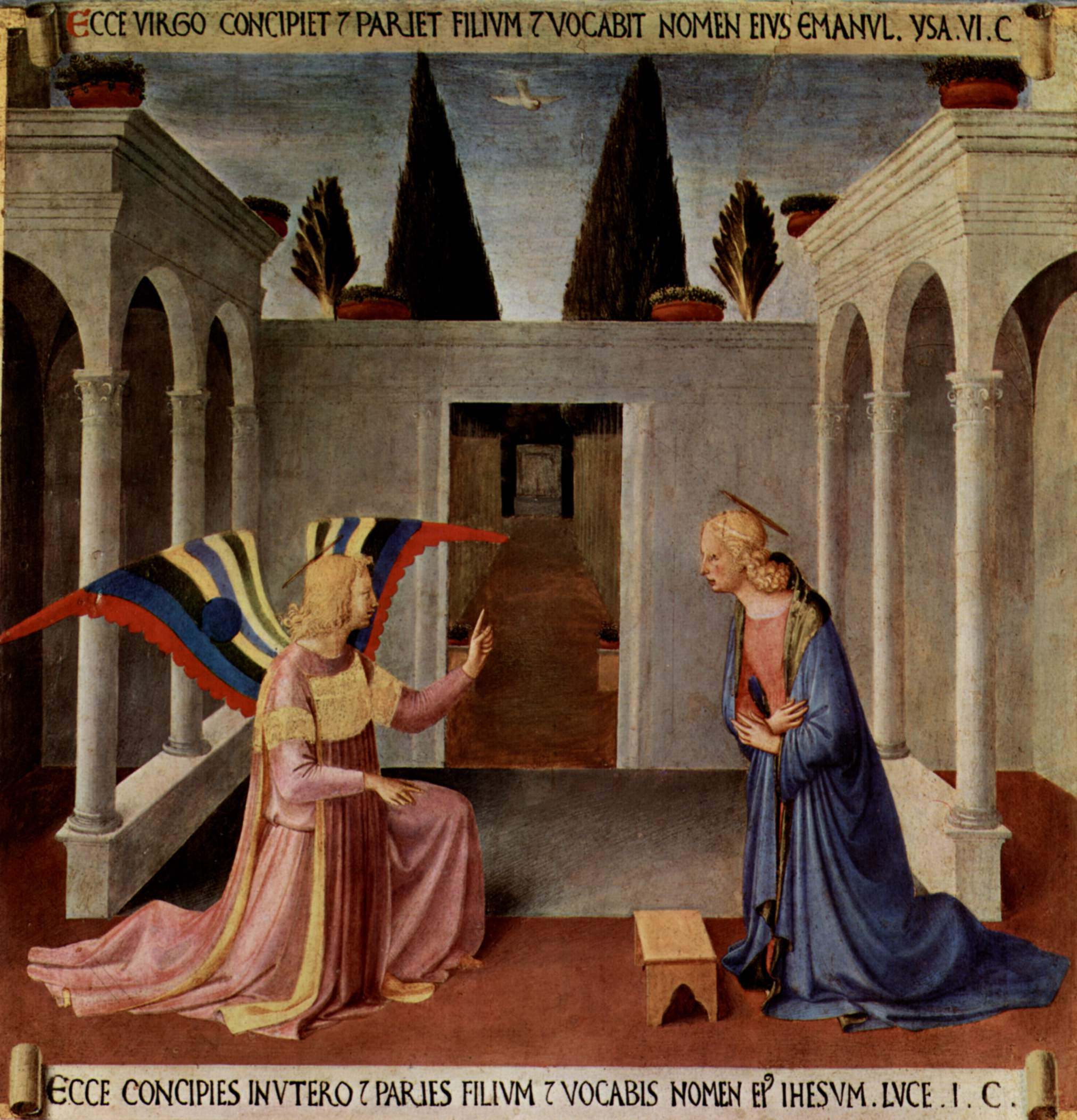
Détail de L'Annonciation.

L'Armadio degli Argenti (dite en français Armoire des vases sacrés, Armoire des ex-voto d'argent ou Armoire aux argents) est une œuvre sur bois de Fra Angelico, exécutée entre 1451 et 1453 et conservée aujourd'hui au musée national San Marco de Florence.

## Destination
L'ensemble des  panneaux était  initialement conçu pour être la décoration des faces du coffret des ex-voto d'argent consacrés à la Basilique della Santissima Annunziata ;  il était porté lors des processions.
L'Armadio degli Argenti  comportait à l'origine 40 peintures de la même taille (38,5 × 37 cm) et une de taille double. Sur les quarante-et-une d'origine, six furent perdues et seules restent les trente-cinq du  Museo di San Marco.
Trois des ensembles  peuvent être attribuées à Alesso Baldovinetti, les neuf du premier groupe de L'Enfance du Christ sont attestés de la main de Fra Angelico, dont  une des Annonciations célèbres du maître dite Annonciation du musée San Marco.

## Histoire
L'œuvre  fut commandée par  Pierre Ier de Médicis pour l'oratoire familial du couvent de la Basilique della Santissima Annunziata. On ne connaît par l'ordonnancement initial des panneaux entre eux.
Les textes en latin figurant dans le bas de chaque panneau proviennent des Ancien et Nouveau Testaments et décrivent les épisodes. Ils ont été ajoutés postérieurement à la réalisation complète de l'œuvre.

## Thème
Le cycle de la Vie du Christ y est représenté par les  épisodes de  la jeunesse du Christ, de sa vie publique, de sa Passion, de sa mort et de sa Résurrection, encadré par des représentations plus globalisantes : La Vision d'Ezéchiel, L'Arbre de Jesse, Le Jugement dernier.
|  |  |  |

## Iconographie complète

| Panneau attesté de Fra Angelico (Jeunesse du Christ) - Visione di Ezechiele - Annunciazione - Natività - Circoncisione - Adorazione dei Magi - Presentazione di Gesù al Tempio - Fuga in Egitto - Strage degli innocenti - Gesù nel sinedrio | - Nozze di Cana - Battesimo di Cristo - Trasfigurazione - Resurrezione di Lazzaro - Entrata in Gerusalemme - Ultima cena - Giuda riceve il compenso - Lavanda dei piedi - Comunione degli Apostoli - Orazione nell'orto - Tradimento di Giuda - Cattura di Cristo | - Cristo davanti a Pilato - Cristo deriso - Flagellazione - Andata al Calvario - Cristo denudato - Deposizione - Discesa al Limbo - Marie al sepolcro - Ascensione - Pentecoste | - Giudizio universale (doppio pannello) - Incoronazione della Vergine - Genealogia di Cristo |

## Analyse
Dans les neuf tableaux qui lui sont attribués Fra Angelico accentue l'effet perspectif, détachant dans le premier plan un espace bien plus profond qu'auparavant, et les femmes qui y sont représentées sont d'un grand réalisme avec  un répertoire de postures  inégalé.